# Riccardo Ferri
Riccardo Ferri (Crema, 1963. augusztus 20. –) olasz válogatott labdarúgó.

## Pályafutása

### Klubcsapatban
Cremában született. A Serie A-ban az Internazionale játékosaként mutatkozott be 1981. októberében. Hamar a csapat játékossá vált abban a klubban, melyet 13 éven keresztül szolgált.  Az Inter színeiben megnyerte az 1981–82-es olasz kupát. az 1988–89-es bajnokságot, az 1989-es olasz szuperkupát, valamint két alkalommal az UEFA-kupát, először 1991-ben, majd 1994-ben.
1994-ben a Sampdoriához igazolt, csapattársával Walter Zengával egyetemben, aki lényegében helyet cserélt Gianluca Pagliucával. 1996-ban vonult vissza.

### A válogatottban
Két U21-es Európa-bajnokságon vett részt: 1984-ben (harmadik hely) és 1986-ban (második hely).
Tagja volt az 1984. évi nyári olimpiai játékokon részt vevő válogatott keretének, mely a negyedik helyen végzett. Részt vett az 1988-as Európa-bajnokságon és az 1990-es világbajnokságon.
1986 és 1992 között 45 alkalommal szerepelt az olasz válogatottban és 4 gólt szerzett. 1986. december 6-án mutatkozott be egy Málta elleni idegenbeli 2–0-s győzelem alkalmával.

## Sikerei, díjai
Internazionale
- Olasz bajnok (1): 1988–89
- Olasz kupa (1): 1981–82
- Olasz szuperkupa (1): 1989
- UEFA-kupa (2): 1990–91, 1993–94

Olaszország
- Világbajnoki bronzérmes (1): 1990

## Külső hivatkozások
- Riccardo Ferri – a FIFA adatbázisában
- Riccardo Ferri adatlapja a National-Football-Teams.com oldalon (angolul)

- Riccardo Ferri (francia, angol nyelven). FootballDatabase.eu
- Riccardo Ferri (angol nyelven). eu-football.info
- Riccardo Ferri profilja az Olympedia oldalán (angolul)
- Riccardo Ferri (olasz nyelven). figc.it, FIGC. [2018. július 23-i dátummal az eredetiből archiválva]. (Hozzáférés: 2018. július 23.)